# Цховребов, Гурам Ясонович
Гура́м Ясо́нович Цховре́бов (14 июля 1938, Сталинири, Юго-Осетинская автономная область, Грузинская ССР, СССР — 1998) — советский футболист, защитник. Мастер спорта СССР (1960).

## Биография
Родился 14 июля 1938 года в Сталинири. Осетин. Воспитанник цхинвальской детской спортивной школы, затем играл в ФШМ (Тбилиси) — 1956 (с июля).
Выступал за «Динамо» Тбилиси (1957, 1964—1970), «Торпедо» Кутаиси (1958—1963) и «Металлург» Рустави (1971).
В высшей лиге — 208 матчей, 6 голов (в «Динамо» — 151, 4).
За сборную СССР сыграл 7 матчей (в том числе 2 матча — за олимпийскую сборную СССР, во время летних Олимпийских игр 1968).
Работал главным тренером клубной команды «Спартак» (Цхинвали) (1973-74), футбольной школы «Спартак» (Цхинвали) (1975).

## Достижения
- Чемпион СССР: 1964